# Bonaventure (Québec)
Bonaventure ist eine Stadt im Südosten des kanadischen Québec. 
Sie liegt 700 km nordöstlich der Provinzhauptstadt Québec an der Südküste der Halbinsel Gaspésie an der Mündung des Rivière Bonaventure in die Baie des Chaleurs.

## Persönlichkeiten
- Éric Forest (* 1952), Politiker